# Baron Savile
Baron Savile ist ein erblicher britischer Adelstitel, der je einmal in der Peerage of England und in der Peerage of the United Kingdom verliehen wurde.

## Verleihungen
Erstmals wurde am 21. Juli 1628 der Titel Baron Savile, of Pontefract (auch of Pomfret), in der Peerage of England für den Unterhausabgeordneten John Savile geschaffen. Sein Sohn, Thomas Savile, der ihn 1630 beerbte, war bereits am 11. Juni 1628 in der Peerage of Ireland zum Viscount Savile und Baron Castlebar erhoben worden und wurde am 25. Mai 1644 in der Peerage of England zum Earl of Sussex erhoben. Alle vier Titel erloschen beim Tod von dessen einzigem Sohn, dem 2. Earl, am 11. Oktober 1671.
In zweiter Verleihung wurde der Titel Baron Savile, of Rufford in the County of Nottingham, am 7. Juli 1887 für den Diplomaten John Savile geschaffen. Er war der älteste illegitime Sohn von John Lumley-Savile, 8. Earl of Scarbrough. Da er unverheiratet und kinderlos war, wurde der Titel mit dem besonderen Zusatz verliehen, dass er in Ermangelung eigener männlicher Nachkommen auch an seinen Neffen John Savile-Lumley, den einzigen Sohn seines Bruders Rev. Frederick Savile-Lumley, und dessen männliche Nachkommen vererbbar sei. Dieser beerbte ihn entsprechend bei seinem Tod 1896. Heutiger Titelinhaber ist seit 2008 dessen Enkel John Lumley-Savile als 4. Baron. Familiensitz der heutigen Barone ist Gryce Hall in Shelley bei Huddersfield in West Yorkshire.

## Liste der Barone Savile

### Barone Savile, erste Verleihung (1628)
- John Savile, 1. Baron Savile (1556–1630)
- Thomas Savile, 1. Earl of Sussex, 2. Baron Savile (1590–1659)
- James Savile, 2. Earl of Sussex, 3. Baron Savile (1647–1671)

### Barone Savile, zweite Verleihung (1888)
- John Savile, 1. Baron Savile (1818–1896)
- John Lumley-Savile, 2. Baron Savile (1853–1931)
- George Lumley-Savile, 3. Baron Savile (1919–2008)
- John Lumley-Savile, 4. Baron Savile (* 1947)

Titelerbe (Heir Presumptive) ist der Halbbruder des aktuellen Titelinhabers Hon. James Lumley-Savile (* 1975).